# Napoleonit

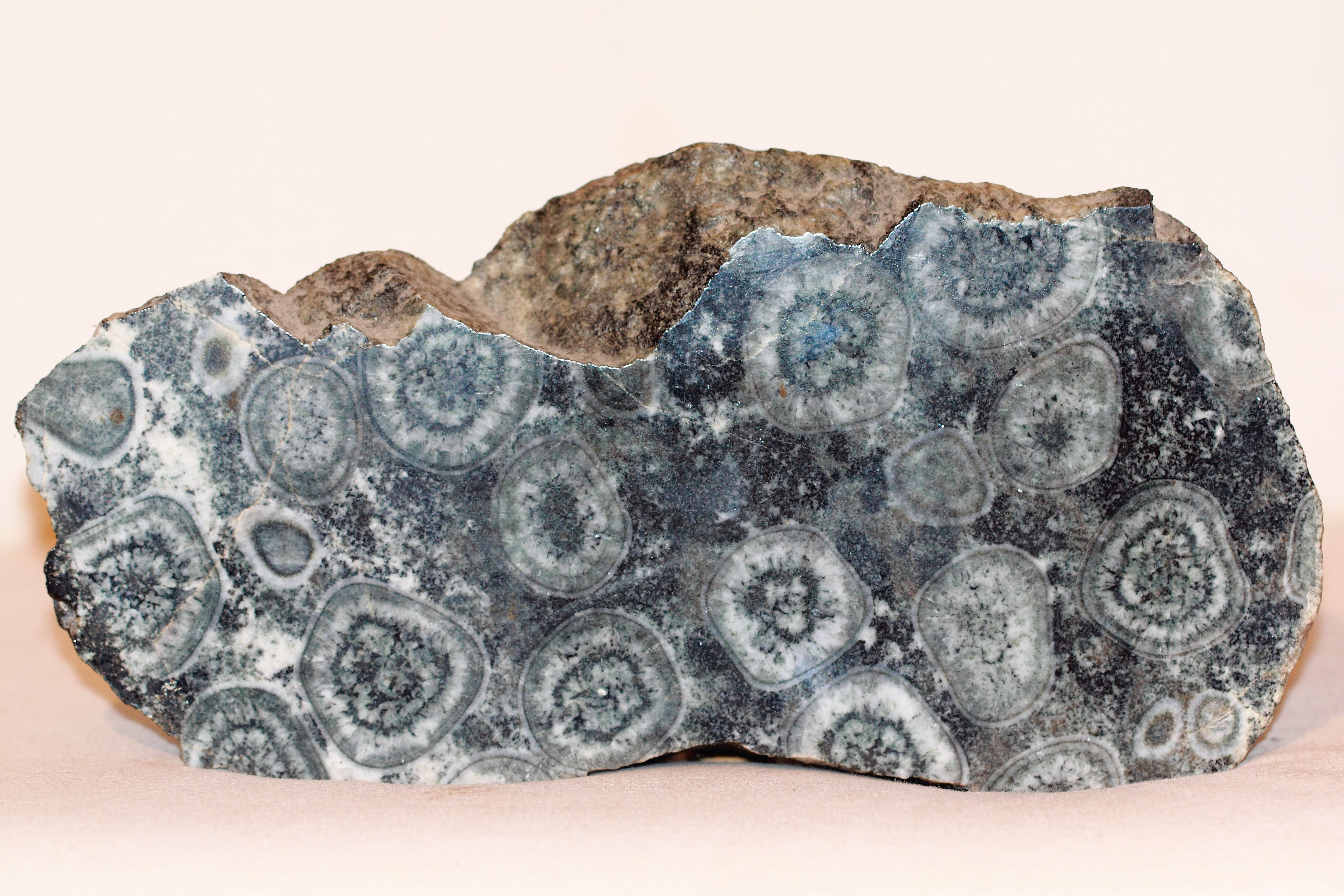
Napoleonit.

Napoleonit, eller korsit, är en klotbergart, en ögondiorit som upptäcktes på Korsika i slutet av 1700-talet.
Upptäckten av denna klotbergart gjordes i Sainte-Lucie-de-Tallano i Sartene 1785. Ett stort block av klotbergart påträffades då, av vilket bitar skickades till Paris. Klotbergarter blev först allmänt känt som fenomen efter det att den franske artillerikaptenen M. Mathieu 1809 hittat moderklyften och rapporterat om sin upptäckt.
Denna klotbergart har använts som ornamentssten i Napoleons grav i Hôtel des Invalides i Paris och i Medicikapellet i Florens i Italien.